# Smokvica Vela
Smokvica Vela (olaszul Smoquizza Grande), másként Velika Smokvica Horvátországhoz tartozó kis sziget az Adriai-tengerben, Trautól 25 km-re nyugatra, Rogoznicától 3 km-re délnyugatra, kb. 650 m-re délnyugatra a szárazföldtől. Közigazgatásilag Rogoznica községhez (járáshoz) tartozik. Közeli település még tőle keletre Ražanj és Stivašnica. A B betű alakú szigettől északra kb. 260 m-re található Mala Smokvica aprócska szigete.
A szigetnek állandó lakossága nincs, csak luxusingatlanok, sportpályák és éttermek, valamint néhány volt katonai objektum található rajta.

## Története
Az első épületet 1932-ben építették a szigeten. A jugoszláv időkben a Jugoszláv Néphadsereg (JNA) használta a szigetet, ezért el volt zárva és a helyiek csak „51-es körzetnek” hívták. Nehézfegyverek és tengeralattjárók elleni hidroakusztikus mérőbóják állomása volt itt. A horvát Védelmi Minisztérium 1995-ben átadta Rogoznica községnek (járásnak), amely azután Ante Lušić Grafoplast nevű cégének adta koncesszióba 30 évre. A Grafoplast vállalta, hogy kiépíti az infrastruktúrát, épületeket húz fel és hasznosítja a szigetet. A 2000-es években szemet vetett rá Ivica Todorić  horvát üzletember, milliárdos, az Agrokor nevű legnagyobb horvát magántulajdonú, élelmiszeriparral és kiskereskedelemmel foglalkozó cégcsoport tulajdonosa, de nem tudta megszerezni, ezért 2006-ban megvette az egész Grafoplastot. Amikor 2017-ben az Agrokor botrányos körülmények között majdnem csődbe ment, a Grafoplast Lušićhoz került vissza, mivel Todorić attól félt, hogy az állam zárolja a vagyonát. Végül a sziget mégis a horvát államé lett, amely meghirdette a használati jogot. 2018-ban Csányi Sándor bankár, az MLSZ elnöke cégein keresztül 30 évre bérbe vette a szigetet a horvát államtól évi 6 millió kunáért (kb. 260 millió forint). 2019 augusztusában Csányi vendégeként Orbán Viktor magyar miniszterelnök itt töltötte éves szabadságát.

## Külső hivatkozások
- 'Todorićev otok' iznajmljen Mađarima za 183 milijuna kuna – Tportal.hr, 2018. július 20. (horvátul) – A galériában képek a szigetről